# Associazione Calcio Lecco 1967-1968
Questa voce raccoglie le informazioni riguardanti l'Associazione Calcio Lecco nelle competizioni ufficiali della stagione 1967-1968.

## Stagione
Nella stagione 1967-1968 il Lecco disputa il campionato di Serie B, un torneo a 21 squadre che prevede un turno di riposo, tre promozioni e quattro retrocessioni, con 36 punti il Lecco si piazza al terz'ultimo posto e per salvarsi deve disputare una lunga serie di spareggi. Sono promosse in Serie A il Palermo con 52 punti, il Verona ed il Pisa con 48 punti. Retrocedono in Serie C il Potenza con 23 punti, il Novara con 35 punti, e dopo gli spareggi il Messina ed il Venezia con 36 punti, gli stessi del Lecco.
La discesa in Serie B del Lecco la stagione scorsa determina un terremoto societario, con la proprietà sempre saldamente nelle mani di Mario Ceppi, ma la poltrona di presidente passa a Giovanni Mambretti, in panchina rimane Angelo Piccioli, nel ruolo di direttore tecnico viene chiamato una vecchia gloria della nazionale Eraldo Monzeglio. La rosa viene smantellata, se ne vanno Antonio Angelillo, Saul Malatrasi, Sergio Clerici e Aquilino Bonfanti, sostituiti dal difensore Aldo Sensibile preso dalla Roma, l'attaccante Nello Saltutti dal Milan e Luciano Paganini dal Bologna, sempre dal Milan ritorna a Lecco il centravanti Riccardo Innocenti. Sul campo la squadra vince poco, su 40 partite regolari del torneo ne pareggia 22, ed alla fine dato il grande equilibrio nella bassa classifica, finisce invischiata in un maxi spareggio salvezza, con un girone composto da cinque squadre. Per dare una scossa era stato chiamato sulla panchina del Lecco a metà gennaio l'ex ala bluceleste Angelo Longoni dopo la sconfitta interna contro il Verona. Alla fine il Lecco si salva con una coda di sette partite. Il miglior realizzatore bluceleste stagionale è Giorgio Azzimonti con 13 reti. Il 2 giugno a Verona una vile aggressione di un tifoso, costa un occhio e la carriera al difensore friulano del Lecco Vinicio Facca, colpito da una scheggia di bottiglia al termine della partita. In Coppa Italia il Lecco esce al primo turno per mano del Verona.

## Rosa
| N. |                   | Ruolo | Calciatore         |
| -- | ----------------- | ----- | ------------------ |
|    | Italia (bandiera) | A     | Giorgio Azzimonti  |
|    | Italia (bandiera) | D     | Giuseppe Bacher    |
|    | Italia (bandiera) | D     | Attilio Bravi      |
|    | Italia (bandiera) | C     | Renato Dehò        |
|    | Italia (bandiera) | C     | Flavio Del Barba   |
|    | Italia (bandiera) | D     | Vinicio Facca      |
|    | Italia (bandiera) | A     | Gianpaolo Incerti  |
|    | Italia (bandiera) | A     | Riccardo Innocenti |
|    | Italia (bandiera) | C     | Adriano Lombardi   |
|    | Italia (bandiera) | D     | Alfonso Marcelli   |
|    | Italia (bandiera) | C     | Ferruccio Mazzola  |

| N. |                   | Ruolo | Calciatore          |
| -- | ----------------- | ----- | ------------------- |
|    | Italia (bandiera) | P     | Giuseppe Meraviglia |
|    | Italia (bandiera) | A     | Luciano Paganini    |
|    | Italia (bandiera) | C     | Antonio Pasinato    |
|    | Italia (bandiera) | P     | Felice Pulici       |
|    | Italia (bandiera) | C     | Giovanni Sacchi     |
|    | Italia (bandiera) | A     | Nello Saltutti      |
|    | Italia (bandiera) | C     | Giampiero Schiavo   |
|    | Italia (bandiera) | D     | Aldo Sensibile      |
|    | Italia (bandiera) | D     | Fernando Tam        |
|    | Italia (bandiera) | D     | Ezio Tettamanti     |

## Risultati

### Serie B

#### Girone di andata
| Arbitro: | Michelotti (Parma) |

|               |           |                |
| Azzimonti 34’ | Marcatori | 52’ G. Calloni |

| Arbitro: | Gonella (Torino) |

|                |           |               |
| Mascheroni 52’ | Marcatori | 27’ Azzimonti |

| Arbitro: | Possagno (Treviso) |

|  |           |                       |
|  | Marcatori | 86’ (aut.) Tettamanti |

| Arbitro: | Giunti (Arezzo) |

|             |           |            |
| Fracassa 4’ | Marcatori | 6’ Incerti |

| Arbitro: | Toselli (Cormons) |

|  |           |                  |
|  | Marcatori | 28’, 57’ Morelli |

| Arbitro: | Pieroni (Roma) |

|            |           |              |
| Pagani 35’ | Marcatori | 29’ Saltutti |

| Catania 22 ottobre 1967 7ª giornata | Catania             | 0 – 0 | Lecco | Stadio Cibali\| Arbitro: \| Bernardis (Trieste) \| |
| Arbitro:                            | Bernardis (Trieste) |       |       |                                                    |

| Lecco 29 ottobre 1967 8ª giornata | Lecco           | 0 – 0 | Reggiana | Stadio Mario Rigamonti\| Arbitro: \| Acernese (Roma) \| |
| Arbitro:                          | Acernese (Roma) |       |          |                                                         |

| Arbitro: | Lo Bello (Siracusa) |

|             |           |              |
| Vallongo 7’ | Marcatori | 77’ Saltutti |

| Arbitro: | Michelotti (Parma) |

|                |           |                     |
| Pellizzaro 10’ | Marcatori | 5’ (rig.) Azzimonti |

| Arbitro: | Caligaris (Alessandria) |

|                      |           |                    |
| Azzimonti 75’ (rig.) | Marcatori | 25’ (aut.) Schiavo |

| Arbitro: | Palazzo (Palermo) |

|                        |           |  |
| Tarantino 68’ Neri 80’ | Marcatori |  |

| Arbitro: | Michelotti (Parma) |

|              |           |             |
| Saltutti 17’ | Marcatori | 88’ Bagatti |

| Arbitro: | Genel (Trieste) |

|  |           |              |
|  | Marcatori | 39’ Saltutti |

| Arbitro: | Vitullo (Roma) |

|  |           |               |
|  | Marcatori | 22’ Veneranda |

| Arbitro: | De Robbio (Torre Annunziata) |

|               |           |                       |
| Azzimonti 42’ | Marcatori | 66’ (rig.) Traspedini |

| Arbitro: | Moretto (San Donà di Piave) |

|                               |           |                            |
| Montenovo 46’, 75’ Dugini 66’ | Marcatori | 60’ Saltutti 72’ Azzimonti |

| Arbitro: | Caligaris (Alessandria) |

|  |           |                   |
|  | Marcatori | 57’ Sega 70’ Nuti |

| Arbitro: | Giola (Pisa) |

|             |           |               |
| Braglia 63’ | Marcatori | 86’ Azzimonti |

| 21 gennaio 1968 20ª giornata |  | – Turno di riposo del LECCO |  |  |

| Arbitro: | Gussoni (Tradate) |

|                             |           |                                    |
| Del Barba 10’ Azzimonti 84’ | Marcatori | 68’ Ferrero 73’, 81’ (rig.) Strada |

#### Girone di ritorno
| Arbitro: | Acernese (Roma) |

|              |           |              |
| Milanesi 70’ | Marcatori | 43’ Paganini |

| Arbitro: | Lattanzi (Roma) |

|                                   |           |             |
| Azzimonti 64’ (rig.) Saltutti 81’ | Marcatori | 45’ Petrini |

| Arbitro: | Leita (Udine) |

|                      |           |  |
| Joan 12’ Piaceri 42’ | Marcatori |  |

| Arbitro: | Canova (Bologna) |

|                           |           |  |
| Incerti 36’ Innocenti 88’ | Marcatori |  |

| Arbitro: | Giola (Pisa) |

|            |           |  |
| Panisi 66’ | Marcatori |  |

| Arbitro: | Vitullo (Roma) |

|                          |           |  |
| Innocenti 5’ Incerti 50’ | Marcatori |  |

| Arbitro: | Possagno (Treviso) |

|               |           |             |
| Innocenti 81’ | Marcatori | 32’ Volpato |

| Reggio Emilia 24 marzo 1968 29ª giornata | Reggiana         | 0 – 0 | Lecco | Stadio Mirabello\| Arbitro: \| Di Tonno (Lecce) \| |
| Arbitro:                                 | Di Tonno (Lecce) |       |       |                                                    |

| Lecco 31 marzo 1968 30ª giornata | Lecco             | 0 – 0 | Reggina | Stadio Comunale\| Arbitro: \| Palazzo (Palermo) \| |
| Arbitro:                         | Palazzo (Palermo) |       |         |                                                    |

| Arbitro: | Pieroni (Roma) |

|                      |           |            |
| Azzimonti 39’ (rig.) | Marcatori | 36’ Zimolo |

| Arbitro: | Angonese (Mestre) |

|                                              |           |               |
| Mujesan 37’ (rig.) De Nardi 71’ Galletti 74’ | Marcatori | 33’ Innocenti |

| Arbitro: | Di Tonno (Lecce) |

|                            |           |                             |
| Paganini 23’ Innocenti 63’ | Marcatori | 28’ Manfredini 77’ Mencacci |

| Arbitro: | Gonella (Torino) |

|           |           |  |
| Massa 46’ | Marcatori |  |

| Arbitro: | De Marchi (Pordenone) |

|                           |           |  |
| Sensibile 26’ Incerti 28’ | Marcatori |  |

| Arbitro: | Acernese (Roma) |

|  |           |              |
|  | Marcatori | 62’ Saltutti |

| Foggia 19 maggio 1968 37ª giornata | Foggia & Incedit     | 0 – 0 | Lecco | Stadio Pino Zaccheria\| Arbitro: \| Barbaresco (Cormons) \| |
| Arbitro:                           | Barbaresco (Cormons) |       |       |                                                             |

| Arbitro: | Bernardis (Trieste) |

|                                      |           |                 |
| Azzimonti 24’ (rig.) 64’, 72’ (rig.) | Marcatori | 59’ Balestrieri |

| Verona 2 giugno 1968 39ª giornata | Verona          | 0 – 0 | Lecco | Stadio Marcantonio Bentegodi\| Arbitro: \| Genel (Trieste) \| |
| Arbitro:                          | Genel (Trieste) |       |       |                                                               |

| Lecco 9 giugno 1968 40ª giornata | Lecco             | 0 – 0 | Modena | Stadio Mario Rigamonti\| Arbitro: \| Toselli (Cormons) \| |
| Arbitro:                         | Toselli (Cormons) |       |        |                                                           |

| 16 giugno 1968 41ª giornata |  | – Turno di riposo del LECCO |  |  |

| Arbitro: | De Marchi (Pordenone) |

|                      |           |                            |
| Galli 65’ Strada 74’ | Marcatori | 6’ Saltutti 80’ F. Mazzola |

#### Spareggi salvezza
| 30 giugno 1968 1ª giornata |  | – Turno di riposo del LECCO |  |  |

| Brescia 3 luglio 1968 2ª giornata | Venezia           | 0 – 0 | Lecco | Stadio Mario Rigamonti\| Arbitro: \| D'Agostini (Roma) \| |
| Arbitro:                          | D'Agostini (Roma) |       |       |                                                           |

| Arbitro: | De Robbio (Torre Annunziata) |

|             |           |                              |
| Incerti 82’ | Marcatori | 33’ Piccioni 59’ Balestrieri |

| Arbitro: | Lattanzi (Roma) |

|  |           |              |
|  | Marcatori | 69’ Paganini |

| Arbitro: | Gonella (Torino) |

|              |           |  |
| Paganini 52’ | Marcatori |  |

Verdetto:  Il Messina retrocesso in Serie C, Genoa, Lecco, Perugia e Venezia costrette ad un ulteriore girone di spareggio per designare la quarta retrocessa.

#### Turno aggiuntivo spareggi salvezza
| Arbitro: | De Robbio (Torre Annunziata) |

|                                   |           |  |
| Penzo 14’ (aut.) Incerti 77’, 89’ | Marcatori |  |

| Bologna 19 luglio 1968 2ª giornata | Lecco                | 0 – 0 | Perugia | Stadio Comunale\| Arbitro: \| Barbaresco (Cormons) \| |
| Arbitro:                           | Barbaresco (Cormons) |       |         |                                                       |

| Bergamo 21 luglio 1968 3ª giornata | Genoa            | 0 – 0 | Lecco | Stadio Comunale\| Arbitro: \| Branzoni (Pavia) \| |
| Arbitro:                           | Branzoni (Pavia) |       |       |                                                   |

### Coppa Italia
| Arbitro: | Caligaris (Alessandria) |

|              |           |  |
| Mascetti 53’ | Marcatori |  |

## Statistiche

### Statistiche di squadra
| Competizione | Punti | In casa | In casa | In casa | In casa | In casa | In casa | In trasferta | In trasferta | In trasferta | In trasferta | In trasferta | In trasferta | Totale | Totale | Totale | Totale | Totale | Totale | DR |
| Competizione | Punti | G       | V       | N       | P       | Gf      | Gs      | G            | V            | N            | P            | Gf           | Gs           | G      | V      | N      | P      | Gf     | Gs     | DR |
| ------------ | ----- | ------- | ------- | ------- | ------- | ------- | ------- | ------------ | ------------ | ------------ | ------------ | ------------ | ------------ | ------ | ------ | ------ | ------ | ------ | ------ | -- |
| Serie B      | 36    | 20      | 5       | 10      | 5       | 21      | 19      | 20           | 2            | 12           | 6            | 14           | 21           | 40     | 7      | 22     | 11     | 35     | 40     | -5 |
| Coppa Italia |       | -       | -       | -       | -       | -       | -       | 1            | 0            | 0            | 1            | 0            | 1            | 1      | 0      | 0      | 1      | 0      | 1      | -1 |
| Totale       |       | 20      | 5       | 10      | 5       | 21      | 19      | 21           | 2            | 12           | 7            | 14           | 22           | 41     | 7      | 22     | 12     | 35     | 41     | -6 |

### Statistiche dei giocatori
| Giocatore     | Serie B  | Serie B | Coppa Italia | Coppa Italia | Totale   | Totale |
| Giocatore     | Presenze | Reti    | Presenze     | Reti         | Presenze | Reti   |
| ------------- | -------- | ------- | ------------ | ------------ | -------- | ------ |
| G. Azzimonti  | 39       | 13      | 1            | 0            | 40       | 13     |
| G. Bacher     | 20       | 0       | 1            | 0            | 21       | 0      |
| A. Bravi      | 25       | 0       | -            | -            | 25       | 0      |
| R. Dehò       | 21       | 0       | -            | -            | 21       | 0      |
| F. Del Barba  | 15       | 1       | -            | -            | 15       | 1      |
| V. Facca      | 16       | 0       | -            | -            | 16       | 0      |
| G. Incerti    | 29       | 4       | 1            | 0            | 30       | 4      |
| R. Innocenti  | 33       | 5       | -            | -            | 33       | 5      |
| A. Lombardi   | 4        | 0       | -            | -            | 4        | 0      |
| A. Marcelli   | 2        | 0       | -            | -            | 2        | 0      |
| F. Mazzola    | 18       | 1       | -            | -            | 18       | 1      |
| G. Meraviglia | 39       | -37     | 1            | -1           | 40       | -38    |
| L. Paganini   | 17       | 2       | 1            | 0            | 18       | 2      |
| A. Pasinato   | 25       | 0       | 1            | 0            | 26       | 0      |
| F. Pulici     | 3        | -3      | -            | -            | 3        | -3     |
| G. Sacchi     | 37       | 0       | 1            | 0            | 38       | 0      |
| N. Saltutti   | 29       | 8       | 1            | 0            | 30       | 8      |
| G. Schiavo    | 24       | 0       | 1            | 0            | 25       | 0      |
| A. Sensibile  | 29       | 1       | 1            | 0            | 30       | 1      |
| F. Tam        | 4        | 0       | -            | -            | 4        | 0      |
| E. Tettamanti | 13       | 0       | 1            | 0            | 14       | 0      |